# Lagynochthonius callidus
Lagynochthonius callidus är en spindeldjursart som först beskrevs av Clarence Clayton Hoff 1959.  Lagynochthonius callidus ingår i släktet Lagynochthonius och familjen käkklokrypare. Inga underarter finns listade i Catalogue of Life.